# Кун Шанжэнь
Кун Шанжэнь (кит. трад. 孔尚任, 1648—1718) — китайский поэт, писатель, драматург времён империи Цин.

## Биография
Происходил из известной семьи Кун. Был потомком философа Конфуция в 64 поколении. Родился в уезде Цюйфу (провинция Шаньдун). Получил хорошее образование. Длительное время жил в своём уезде. Занимался преимущественно образованием и наукой. В 1684 году во время поездки императора Сюанье Шаньдуном встретился с последним, выступил «гидом» до могилы Кун-цзы. В том же году назначается императорским врачом.
В 1686 году назначается помощником и смотрителем за устьем и течению реки Хуанхэ. Будучи в должности много путешествует провинциями вдоль Хуанхэ. Одновременно увлекается театром, начинает работать над первыми драмами.
В 1694 году становится чиновником императорского правительства. В 1699 году назначается министром. Впрочем выход в 1700 году пьесы «Веер с персиковыми цветами» вызвал недовольство императора. Кун был уволен с должности. В 1701 году он возвращается в родной город, где прожил в бедности до самой смерти в 1718 году.

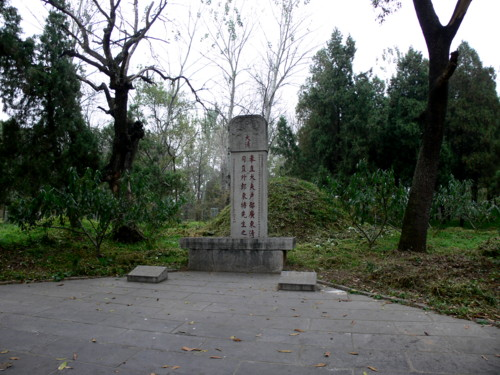
Могила писателя на Кладбище Конфуция

## Творчество
Ему принадлежат несколько пьес, среди которых «Веер с персиковыми цветами» («Таохуа шань»), «Большая лютня» («Да хулэй») и «Маленькая лютня» («Сяо хулэй»), последняя в соавторстве с Гу Цаем. Они написаны в жанре чуаньци.
«Веер с персиковыми цветами» продолжает традицию, начатую в драме Ли Юя «О честных и верных». В ней изображаются события недавнего прошлого — середины 40-х годов XVII ст., когда Китай был завоеван маньчжурами. Автор писал пьесу около десяти лет, она была завершена лишь в 1698 году. Обращаясь к современной теме, драматург отрицал необходимость вывода вымышленных персонажей. В своей пьесе Кун Шанжэнь выдвигает на первый план изображения политических событий — из 44 актов лишь 19 посвященные взаимоотношениям главных героев.
Он создал стройную и сложную сюжетную композицию, добавив четыре дополнительных пролога, которые глубже раскрывают образы. Новаторство драматурга проявилось также в изменении функций некоторых амплуа. В то же время Кун Шанжэнь отказался от традиционной для любовных пьес чуаньци счастливой концовки.
Кун Шанжэнь известен своими стихотворными произведениями. Значительная часть вошла в сборник стихов «Моря и озера» в 13 тетрадях. Интересным является стихотворение об очках, которые были тогда в диковинку.
Является автором автобиографических мемуаров, а также сборников с описанием написанных им древних книг и рисунков.

## Переводы на русский язык
- Веер с персиковыми цветами (фрагменты) / Пер. стихов Е. Витковского; пер. прозы и примеч. Т. Малиновской // Классическая драма Востока. М., 1976, с. 500—523.